# RT Водолея
RT Водолея (лат. RT Aquarii), HD 212243 — одиночная переменная звезда в созвездии Водолея на расстоянии приблизительно 1987 световых лет (около 609 парсеков) от Солнца. Видимая звёздная величина звезды — от +13,1m до +8,8m.

## Характеристики
RT Водолея — красная пульсирующая переменная звезда, мирида (M) спектрального класса M5e-M6e или Md. Эффективная температура — около 3293 К.